# Вакулиха (Карловский район)
Вакулиха (укр. Вакулиха) — посёлок,
Халтуринский сельский совет,
Карловский район,
Полтавская область,
Украина.
Код КОАТУУ — 5321685602. Население по переписи 2001 года составляло 174 человека.

## Географическое положение
Посёлок Вакулиха находится на расстоянии в 1,5 км от посёлка Тишенковка.
По посёлку протекает пересыхающий ручей с запрудой.